# Гарді (монета)
Гарді́, арді́ (англ. hardi) — низькопробна срібна і золота монета, що карбувалася у Франції в XIV—XV ст. Походження назви точно не встановлено. Одні фахівці вважають, що монета названа за прізвиськом Французького короля Філіпа ІІІ Сміливого (французькою «Гарді», фр. Philippe III le Hardi), інші вважають слово «гарді» похідним від англійського фартинга.
Срібний гарді вперше випущений англійським королем Едуардом III «Чорним принцом» (1330-1376) в Аквітанії. Вага - 1,09 г, вартість - 3 деньє турських. На аверсі - портрет Едуарда III, на реверсі - хрест, леопард і лілея. Срібний гарді випускався Людовіком XI Французьким в 1467 році-1,27 г (0,32 г срібла) і 1478 році-1, 14 г (0,28 г срібла). Монету карбували також Карл VIII, Людовик XII і Франц I.
Золотий гарді випущений вперше Едуардом «Чорним принцом». Вага 4 г (3,96 г золота). На аверсі — портрет короля, праворуч — меч, на реверсі — хрест, лілея і лев. Монета карбувалася потім англійськими королями Річардом II (1372—1399) і Генріхом IV (1399—1413). Річард II випустив півгарді вагою в 1,88 г (1,86 г золота).

## Джерело
- Зварич В.В. Нумизматический словарь. — Вища школа. — Львов : Издательство при ЛГУ, 1975. — С. 30–159 с. (рос.)